# Château du Rodier
Le château du Rodier est situé sur le territoire de la commune de Monclar, construit à mi-pente, il domine la vallée du Tolzac.

## Historique
La famille du Puy est connue depuis le XVIIe siècle. 
En 1632, Joachim du Puy, écuyer, marié à Jeanne de Vallier, était décédé. De ce mariage sont nés François du Puy, sieur du Rodier, Pierre du Puy, sieur de La Nauze, et Jean-Jacques du Puy, sieur de Vallier. Cette année Jeanne de Vallier nomme Pierre du Puy, avocat au parlement de Bordeaux pour son procureur pour faciliter le mariage de son second fils, Pierre du Puy, avec Isabeau de Floissac. Jean-Jacques du Puy, sieur de Vallier, épouse en 1647 Antoinette de Floissac, fille de feu Gabriel de Floissac, de son vivant notaire royal, et d'Antoinette Arnaud, de Cancon. 
François du Puy, sieur du Rodier, épouse en 1657 Judith Fournier, de Monclar.
En 1693, Jean-Claude du Puy (ou Dupuy), écuyer, sieur de La Nauze, produit des lettres royales lui donnant provision de maire perpétuel de Monclar, après la création de cette charge.
Le château a dû être construit au milieu du XVIIIe siècle d'après sa structure, commune à cette époque en Agenais, probablement par Renaud du Puy. Le château est construit au moment du mariage de Pierre de Montalembert, seigneur de Trépadou, au château du Rodier, le 7 août 1777, fils de feu François de Montalembert, seigneur de Catus, et de dame Marie Rose de La Brunie, neveu de Jean-François de La Brunie, seigneur d'Escoute, avec Marie Thérèse de Barrail, fille de feu Jean de Barrail, seigneur engagiste de la ville et juridiction de Monclar, neveu de Jean de Barrail nommé vice-amiral de France en 1753, mort en 1762, et de Marguerite du Puy, dame du Rodier, habitante du château du Rodier,.
Le château dans sa totalité a été inscrit monument historique le 23 avril 2007,.